# Júnó
A Júnó latin  eredetű női név, mely Juno istennő nevéből származik.

## Gyakorisága
Az 1990-es években szórványos név, a 2000-es években nem szerepel a 100 leggyakoribb női név között.

## Névnapok
- február 6.[2]
- június 1.[2]